# Eugène Christophe

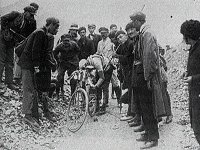
Eugène Christophe

Eugène Christophe (Malakoff, 22 de gener de 1885 - París, 1 de febrer de 1970) va ser un ciclista francès, anomenat El Vell Gal. Abans de fer-se ciclista professional era manyà.

## Biografia
La seva carrerca ciclista estigué plena de moments de mala sort que li impediren assolir majors èxits.
Al Tour de 1912 el sistema de classificació per punts evità que Christophe el guanyés. Durant la cursa va demostrar ser el més fort, però la unió de tots els belgues va fer que guanyessin els punts necessaris per obtenir la victòria final. Com a resultat d'aquestes tàctiques el Tour de 1913 tornà a una classificació general basada en el temps assolit.
Al Tour de 1913 va ser atropellat per un cotxe tot baixant el Tourmalet. La seva bicicleta es trencà, i com el reglament del moment prohibia tota assistència en carretera va haver d'anar a buscar una farga, a 15 km, on ell mateix es reparà la bicicleta. L'incident li feu perdre quatre hores respecte als primers classificats, esvaint-se de cop tots els somnis de victòria final.
Al Tour de 1919, Eugène Christophe fou el primer portador del mallot groc a la sortida de l'11a etapa entre Grenoble i Ginebra, a partir d'una idea d'Henri Desgrange, que desitjava distingir més fàcilment i honorar el líder de la classificació general. Sòlid líder amb 28 minuts d'avantatge sobre el segon classificat, a dues etapes del final trencà la bicicleta. Ell mateix hagué d'arreglar-la, sense cap mena d'ajuda, cosa que li feu perdre més d'una hora i el mallot groc, que passà a mans de Firmin Lambot. La popularitat del Christophe es trobava en aquells moments en el màxim apogeu, i el diari L'Auto llançà una subscripció per recompensar el desgraciat corredor.
Va disputar dues vegades la Milà-San Remo, que va guanyar el 1910 amb diverses hores d'avantatge sobre el segon, després d'haver rodat durant bona part del recorregut per zones amb més de 30 cm de neu. Dels 63 ciclistes que prengueren part d'aquella edició sols 4 l'acabaren.

## Palmarès
- 1903
  - 2n a la París-Rouen
- 1907
  - 3r a la París-Rungis
- 1909
  -  Campió de França de ciclo-cross
  - 1r (exaequo) de la París-Calais
- 1910
  -  Campió de França de ciclo-cross
  - 1r a la Milà-San Remo
- 1911
  -  Campió de França de ciclo-cross
  - 2n a la Volta a Bèlgica
- 1912
  -  Campió de França de ciclo-cross
  - Vencedor de tres etapes al Tour de França
- 1913
  -  Campió de França de ciclo-cross
- 1914
  -  Campió de França de ciclo-cross
  - 1r de la Polymultipliée
- 1917
  - 3r de la París-Tours
- 1919
  - 3r del Tour de França. 1r ciclista en dur el mallot groc
- 1920
  - 1r de la Bordeus-París
  - 1r de la París-Tours
  - 2n de la París-Roubaix
- 1921
  -  Campió de França de ciclo-cross
  - 1r de la Bordeus-París
  - 2n de la París-Brest-París
- 1925
  - 1r del Circuit de Bourbonnais
- 1926.
  - 1r del Circuit de Bourbonnais
  - 1r a Annemasse

### Resultats al Tour de França
- 1909. 9è de la classificació general
- 1911. Abandona (12a etapa)
- 1912. 2n de la classificació general i vencedor de tres etapes
- 1913. 7è de la classificació general
- 1914. 11è de la classificació general
- 1919. 3r de la classificació general
- 1920. Abandona (7a etapa)
- 1921. Abandona (8a etapa)
- 1922. 8è de la classificació general
- 1925. 18è de la classificació general